# Samson Morpurgo
Pour les autres membres de la famille, voir famille Morpurgo.
Samson Morpurgo, ou Samson ben Joshua Moses Morpurgo, né en 1681 à Gradisca d'Isonzo dans le comté de Gorizia ou Frioul autrichien (actuel Frioul-Vénétie Julienne, en Italie), mort en 1740, est un médecin, rabbin et liturgiste italien.

## Biographie
Samson naît à Gradisca d'Isonzo, petite communauté près de l'actuelle frontière slovène mais qui était alors une possession des Habsbourg, et se retrouve tout jeune à étudier avec Jacob Haï Gentili, le rabbin de la communauté voisine de Gorizia, et son fils, Menassé.
À sept ans, le jeune Samson part à Venise, emmené par son père Josue-Moseh (Josué-Moïse) Morpurgo, pour y poursuivre sa première éducation. Vers 12 ou 13 ans, il l'approfondit à la yeshiva de Samuel Aboab (en) (1610–1694), ainsi qu'auprès de son précédent maître Menassé Gentili qui avait entre-temps déménagé à Venise.
Il étudie ensuite à l'Université de Padoue et obtient en 1700, le diplôme de docteur en médecine et en philosophie,,. À partir de ce moment, il se consacre à l'étude du Talmud, voyageant entre Padoue, Venise, Gorizia et Mantoue où il étudie avec Leone Briel, un érudit de qualité, grand rabbin de Mantoue,.
Samson Morpurgo publie en 1704 à Venise son 'Eẓ ha-Da'at, un commentaire philosophique sur le livre de Jedaiah Bedersi : Beḥinat ha-'Olam. Mais à la fin de cet ouvrage, est imprimée une satire sur les cabalistes, ce qui vaut à Morpurgo d'être persécuté par les rabbins de Padoue.
À la même époque, il poursuit son étude du Talmud et des écrits rabbiniques. En 1709, il obtient le diplôme de rabbin, délivré par Leon Briel qui sera l'auteur de la préface au Shemesh Ẓedaḳah de Morpurgo, une collection de responsa.
Il est appelé ensuite à Ancône auprès du kabbaliste Joseph Fiametta (en) (ou Piamita) (Lehavah) qui l'associe à son rabbinat cette même année en le nommant membre du Beth Din.
Il devient ensuite son gendre en épousant sa fille Rebecca, et à la mort de celle-ci en 1716, sa sœur Judith. Après la mort de Fiametta en 1721, il est le seul rabbin d'Ancône et le reste pendant dix-neuf ans, jusqu'à sa mort,,.

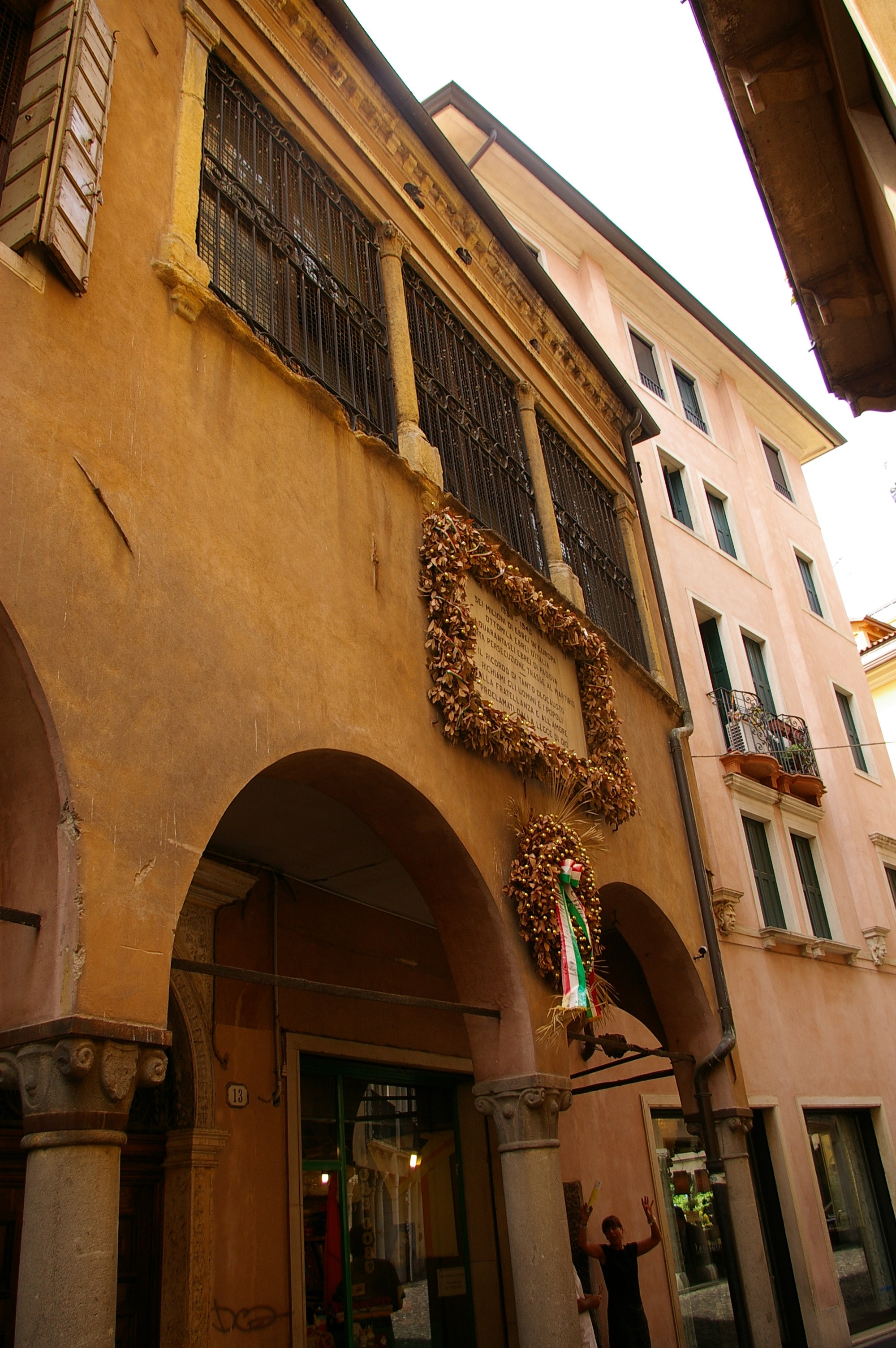
Extérieur de la synagogue de Padoue.

Samson Morpurgo est considéré comme un rabbin éminent ; les érudits de sa génération se tournent vers lui pour trancher dans les affaires délicates de halakha, dont notamment le kabbaliste Benjamin ha-Kohen de Reggio. Ses objections à certains décrets rabbiniques se trouvent dans De Rossi, Bibliotheca Antichristiana, p. 63. Son approbation est insérée par le grand kabbaliste et prédicateur Isaac Samuel Lampronti (en) de Ferrare en 1716 dans son Pahad Yiẓaḳ, i. 35b, s.v. Il correspond aussi avec Abraham Segre[Qui ?] et Moïse Hagiz (en) au sujet de Moïse Hayyim Luzzatto et avec Luzzatto lui-même,,,.
En tant que médecin, Morpurgo est apprécié par tous pour sa profonde compassion, en particulier envers les pauvres qui souffrent qu'ils soient juifs ou chrétiens. Il s'avère particulièrement habile et dévoué lors d'une longue épidémie de grippe à Ancône en 1730 alors qu'il était interdit aux Juifs de soigner les chrétiens. En reconnaissance de ses services, il reçoit en 1731 les témoignages publics de gratitude du l'archevêque Lambertini d'Ancône, le futur pape Benoît XIV, lui-même versé en médecine,.
Il laisse un certain nombre de travaux sur les quatre parties du Shulḥan 'Arouk. Ces écrits sont publiés avec une préface et des notes par son fils Moïse Ḥayyim Schabbethaï Morpurgo en 1743 dont Confutazioni alle Saette del Gionata del Benetelli (Venise, 1703–04), une polémique contre un prêtre catholique, Luigi Maria Benetelli, qui avait écrit Le Saette di Gionata scagliate a favor degli Ebrei (1703), un ouvrage plein de haine des Juifs et de leur religion ou Ez-ha Daat (1704), un commentaire philosophique sur le Behinat Olam de Yedaya Bedersi.
Morpurgo est également l'auteur de la prière commençant par « Anna ha-El ha-Gadol ha-Gibbor weha-Nora », à réciter par les personnes visitant un cimetière.
Samson Morpurgo meurt subitement, en sortant de la synagogue, le premier jour de la Pâque en avril 1740. Un grand nombre d'élégies lui sont alors dédiées, dont l'oraison funèbre (« Darke Shalom ») du rabbin Lampronti de Ferrare, où il mentionne aussi son approbation à la responsa « Shemesh Ẓedaḳah » de Morpurgo,. Le Or Boker (Venise, 1741) contient une prière qui est dite sur sa tombe à la date anniversaire de sa mort.

## Œuvres
Les œuvres de Samson Morpurgo, souvent posthumes, sont indiquées ici par ordre de première publication connue.
- (he) 'Eẓ ha-Da'at : daʻat ṭov ṿa-raʻ : ṿe-hu tosefet beʼur li-Veḥinat ʻolam she-ḥiber Yedaʻyah ha-Penini ha-Bederśi : uvi-śefat ha-yeriʻah meḳom maʼamaraṿ be-sifre ha-ḳadmonim (en collab.), 1704 - עץ הדעת : דעת טוב ורע : והוא תוספת ביאור לבחינת עולם שחיבר ידעיה הפניני הבדרשי : ובשפת היריעה מקום מאמריו בספרי הקדמונים
- (he) Or Boker, 1741.
- (he) Shemesh tsedaḳah : ...bi-sheʼelot u-teshuvot, Venise, 1743. - שמש צדקה : ... חדמה גנוז׳היתה באוצרו של
- (he) Sefer Shemesh tsedaḳah, 1743 ; réédité, 1986. - ספר שמש צדקה
- (he) 1743, שמשון בן יהושע משה מורפורגו
- (he) 1743, שמש צדקה חלק ב